# جلبان كريه
الجلبان الكريه (باللاتينية: Lathyrus gorgoni) نوع نباتي من جنس الجلبان ينتمي إلى الفصيلة البقولية.

## الموئل والانتشار
موطنه بلاد الشام وسيناء وتركيا وصقلية وسردينيا.

## مرادفات للاسم العلمي
- (باللاتينية: Lathyrus amoenus)
- (باللاتينية:  							                                                          							 								                             	Lathyrus gorgonei subsp. tiriopolitanus)